# Te cunosc de undeva! (Sezonul 9)
Sezonul 9 al emisiunii de divertisment Te cunosc de undeva! a debutat pe Antena 1 la data de 13 februarie 2016. Emisiunea a fost prezentată de Alina Pușcaș și Cosmin Seleși.
Juriul era format din Andreea Bălan, Ozana Barabancea, Aurelian Temișan și Andrei Aradits. La 28 mai 2016, sezonul 9 a ajuns la final, câștigătorul fiind Liviu Teodorescu. Locul 2 a fost ocupat de Andrei și Liviu, iar locul 3 a fost ocupat de Theo Rose.

## Distribuția

### Celebrități
- Anca Țurcașiu - actriță
- Andrei Ștefănescu și Liviu Vârciu - cântăreți
- Feli Donose -  cântăreață
- George - cântăreț
- Liviu Teodorescu - cântăreț
- Nicoleta  Nucă - cântăreață
- Paula Chirilă - actriță
- Rareș Dragomir - cântăreț
- Theo Rose - cântăreață

### Juriul
- Andreea Bălan
- Ozana Barabancea
- Aurelian Temișan
- Andrei Aradits

### Jurizare
Dupa ce concurenții și-au făcut transformările, fiecare din membrii juriului acorda note de la 4 la 12. După notarea concurenților se alcătuia un clasament provizoriu al juriului. La acest clasament se adăugau punctele acordate de concurenți. Și anume, fiecare dintre concurenți avea la dispoziție cinci puncte pe care să le acorde artistului preferat. Concurentul cu cel mai mare punctaj după cele două jurizări câștiga ediția respectivă și primea 1000 de euro, pe care urma să îi doneze. La finalul sezonului, celebritatea câștigătoare a primit 15.000 de euro.

## Interpretări
Legendă:
     Câștigător
| Star                              | Ediția 1            | Ediția 2          | Ediția 3         | Ediția 4                 | Ediția 5          | Ediția 6               | Ediția 7                           | Ediția 8               |
| --------------------------------- | ------------------- | ----------------- | ---------------- | ------------------------ | ----------------- | ---------------------- | ---------------------------------- | ---------------------- |
| Anca Turcasiu                     | Madonna             | Liza Minnelli     | Fărâmiță Lambru  | Gwen Stefani             | Jason Derulo      | Donna Summer           | Oana Sarbu                         | Mioara Velicu          |
| Andrei Stefanescu si Liviu Varciu | Azucar Moreno       | Valahia           | Bambi            | Gipsy Kings              | Modern Talking    | Cortes & Andreea Bălan | Viorica & Margherita de la Clejani | Talisman               |
| Feli Donose                       | Mirabela Dauer      | Beyonce           | Kenny Rogers     | Iyeoka                   | Maria Tănase      | Harry Belafonte        | Cher                               | Romica Puceanu         |
| George                            | Rihanna             | The Weeknd        | Azis             | Shakira                  | Adam Levine       | Carla's Dreams         | Eva Simons                         | Alexandra Stan         |
| Liviu Teodorescu                  | Freddie Mercury     | Angela Similea    | Michael Jackson  | David Bowie              | Stromae           | Amanda Lear            | Mihail                             | Justin Timberlake      |
| Nicoleta Nuca                     | Whitney Houston     | Liviu Vasilică    | Annie Lennox     | Jon bon jovi             | Marina Voica      | Jasmine Thompson       | Maria Callas                       | Roman Iagupov          |
| Paula Chirila                     | Catanga             | Pixie Lott        | Pepe             | Willy William            | Darren Hayes      | Montserrat Caballe     | James Brown                        | Patricia Kaas          |
| Rares Dragomir                    | Elvis Presley       | Charles Aznavour  | Tina Turner      | Bodo                     | Dalida            | Dan Bittman            | Rick James                         | Eros Ramazzotti        |
| Theo Rose                         | Inna                | Adrian Daminescu  | Adele            | Tudor Gheorghe           | Jessie J          | J Balvin               | Pink                               | Brigitte Bardot        |
|                                   |                     |                   |                  |                          |                   |                        |                                    |                        |
| Star                              | Ediția 9            | Ediția 10         | Ediția 11        | Ediția 12                | Ediția 13         | Ediția 14              | Ediția 15                          | FINALA                 |
| Anca Turcasiu                     | Marlene Dietrich    | Cristi Minculescu | Corina Chiriac   | Zaz                      | Ricky Martin      | Shirley Bassey         | Edith Piaf                         | Anca&Aurelian          |
| Andrei Stefanescu si Liviu Varciu | Sting&Stevie Wonder | Cheeky Girls      | Roxette          | Wiz Khalifa&Charlie Puth | Alb Negru         | Marian Nistor & Dorina | Anda Adam & Crbl                   | Adams Family           |
| Feli                              | Tom Jones           | Meghan Trainor    | Ileana Sărăroiu  | Missy Elliott            | Nicky Minaj       | Cyndi Lauper           | Fuego                              | Kate Hudson            |
| George                            | Drake               | Sade              | Johnny Hallyday  | Lidia Buble              | Nelu Ploieșteanu  | Aurel Moldoveanu       | Fleur                              | Nicole Kidman          |
| Liviu Teodorescu                  | Tarkan              | Irina Loghin      | Justin Bieber    | Ace Frehley              | Angela Gheorghiu  | James Arthur           | Aurelian Temisan                   | Jesus Christ Superstar |
| Nicoleta Nuca                     | Ariana Grande       | Liviu Varciu      | Loredana Groza   | Lady Gaga                | Lionel Richie     | Michael Jackson        | Jenifer Lopez                      | Nicoleta&Andreea       |
| Paula Chirila                     | UDDI                | Evelyne Lenton    | Rita Ora         | Linda Perry              | Hussain Al Jassmi | Ionela Prodan          | Toto Cutugno                       | Paula&Ozana            |
| Rares Dragomir                    | Cesaria Evora       | Radu Almășan      | Ovidiu Komornyik | LaBelle                  | Saha              | Mihai Constantinescu   | Gazebo                             | Rares&Andrei           |
| Theo Rose                         | Adda                | Van Halen         | Randi            | Maria Dragomiroiu        | Aishawarya Rai    | Britney Spears         | Dulce Pontes                       | The Wiz                |

## Scor total
Legenda
Numere roșii indică concurentul care a obținut cel mai mic scor. Si cei care nu se califica in finala
Numere verzi indică concurentul care a obținut cel mai mare scor.Si cei care se califica in finala
     indică concurentul care a părăsit competiția.
     indică concurentul câștigător.
     indică concurentul de pe locul 2.
     indică concurentul de pe locul 3.
| Concurent                        | Cel mai mic scor inclusiv finala | Cel mai mare scor inclusiv finala | 1  | 2  | 3  | 4  | 5  | 6  | 7  | 8  | 9  | 10 | 11 | 12 | 13 | 14 | 15 | locuri | Total (1-15) | Finala | Locuri     |
| -------------------------------- | -------------------------------- | --------------------------------- | -- | -- | -- | -- | -- | -- | -- | -- | -- | -- | -- | -- | -- | -- | -- | ------ | ------------ | ------ | ---------- |
| Anca Turcasiu                    | 19                               | 56                                | 40 | 56 | 19 | 37 | 30 | 30 | 32 | 48 | 38 | 38 | 42 | 33 | 24 | 43 | 46 | 6      | 556          | —      | —          |
| Andrei Ștefănescu & Liviu Vârciu | 17                               | 85                                | 27 | 43 | 29 | 17 | 43 | 44 | 50 | 31 | 59 | 48 | 24 | 32 | 27 | 37 | 46 | 5      | 557          | 85     | Locul2     |
| Feli Donose                      | 22                               | 74                                | 31 | 52 | 51 | 32 | 24 | 48 | 28 | 34 | 32 | 41 | 49 | 53 | 48 | 22 | 25 | 4      | 570          | 74     | Locul 4    |
| George                           | 26                               | 74                                | 36 | 45 | 44 | 42 | 38 | 48 | 39 | 46 | 35 | 31 | 36 | 32 | 32 | 38 | 54 | 3      | 596          | 74     | Locul 4    |
| Liviu Teodorescu                 | 21                               | 93                                | 51 | 21 | 76 | 47 | 70 | 47 | 36 | 51 | 35 | 26 | 36 | 41 | 41 | 59 | 30 | 1      | 662          | 93     | Castigator |
| Nicoleta Nuca                    | 17                               | 69                                | 33 | 17 | 30 | 39 | 32 | 23 | 69 | 37 | 47 | 26 | 41 | 37 | 33 | 34 | 50 | 7      | 548          | —      | —          |
| Paula Chirila                    | 17                               | 62                                | 62 | 36 | 36 | 53 | 21 | 23 | 28 | 40 | 17 | 44 | 29 | 19 | 30 | 31 | 19 | 8      | 488          | —      | —          |
| Rares Dragomir                   | 16                               | 61                                | 22 | 37 | 24 | 23 | 24 | 24 | 21 | 16 | 25 | 33 | 19 | 61 | 25 | 35 | 22 | 9      | 411          | —      | —          |
| Theo Rose                        | 24                               | 76                                | 31 | 26 | 24 | 43 | 51 | 46 | 30 | 30 | 45 | 46 | 57 | 25 | 73 | 39 | 41 | 2      | 607          | 76     | locul 3    |

## Ediții

### Ediția 1
- difuzare originală: 13 februarie 2016

| Nr. | Celebritate                       | Scor               | Puncte bonus         | Muzică                                           | Loc | Total |
| --- | --------------------------------- | ------------------ | -------------------- | ------------------------------------------------ | --- | ----- |
| 01  | Anca Țurcașiu                     | 40 (6, 12, 10, 12) | —                    | Madonna — "Hung up"                              | 3   | 40    |
| 02  | Andrei Ștefănescu și Liviu Vârciu | 27 (5, 9, 4, 9)    | —                    | Azucar Moreno — "Mambo tequila"                  | 8   | 27    |
| 03  | Feli Donose                       | 31 (10, 8, 8, 5)   | —                    | Mirabela Dauer - "E bine , bine , e foarte bine" | 6/7 | 31    |
| 04  | George                            | 31 (9, 6, 6, 10)   | 5 (Liviu Teodorescu) | Rihanna — "Don't stop the muzic"                 | 4   | 36    |
| 05  | Liviu Teodorescu                  | 41 (11, 11, 11, 8) | 5 (Nicoleta Nuca)    | Freddie Mercury — "Somebody to love"             | 2   | 51    |
| 05  | Liviu Teodorescu                  | 41 (11, 11, 11, 8) | 5(Paula Chirilă)     | Freddie Mercury — "Somebody to love"             | 2   | 51    |
| 06  | Nicoleta Nucă                     | 33 (7, 7, 12, 7)   | —                    | Whitney Houston — "I'm your baby tonight"        | 5   | 33    |
| 07  | Paula Chirilă                     | 37 (12, 5, 9, 11)  | 5 (Anca Turcasiu)    | Cornelia Catanga — "Seara asta vreau sa beau"    | 1   | 62    |
| 07  | Paula Chirilă                     | 37 (12, 5, 9, 11)  | 5 (Feli Donose)      | Cornelia Catanga — "Seara asta vreau sa beau"    | 1   | 62    |
| 07  | Paula Chirilă                     | 37 (12, 5, 9, 11)  | 5 (George)           | Cornelia Catanga — "Seara asta vreau sa beau"    | 1   | 62    |
| 07  | Paula Chirilă                     | 37 (12, 5, 9, 11)  | 5 (Rareș Dragomir)   | Cornelia Catanga — "Seara asta vreau sa beau"    | 1   | 62    |
| 07  | Paula Chirilă                     | 37 (12, 5, 9, 11)  | 5 (Theo Rose)        | Cornelia Catanga — "Seara asta vreau sa beau"    | 1   | 62    |
| 08  | Rareș Dragomir                    | 17 (4, 4, 5, 4)    | 5 (Andrei si Liviu)  | Elvis Presley — "Tutti Frutti"                   | 9   | 22    |
| 09  | Theo Rose                         | 31 (8, 10, 7, 6)   | —                    | Inna — "Yalla"                                   | 6/7 | 31    |

### Ediția 2
- difuzare originală: 20 februarie 2016

| Nr. | Celebritate      | Scor                | Puncte bonus         | Muzică                                         | Loc | Total |
| --- | ---------------- | ------------------- | -------------------- | ---------------------------------------------- | --- | ----- |
| 01  | Anca Țurcașiu    | 46 (11, 11, 12, 12) | 5 (George)           | Liza Minnelli — "New York"                     | 1   | 56    |
| 01  | Anca Țurcașiu    | 46 (11, 11, 12, 12) | 5 (Nicoleta Nuca)    | Liza Minnelli — "New York"                     | 1   | 56    |
| 02  | Andrei & Liviu   | 33(12, 8, 6, 7)     | 5 (Anca Țurcașiu)    | Valahia — Scufița                              | 4   | 43    |
| 02  | Andrei & Liviu   | 33(12, 8, 6, 7)     | 5 (Rareș Dragomir)   | Valahia — Scufița                              | 4   | 43    |
| 03  | Feli Donose      | 37 (7, 9, 10, 11)   | 5 (Andrei si Liviu)  | Beyonce — "Love on top"                        | 2   | 52    |
| 03  | Feli Donose      | 37 (7, 9, 10, 11)   | 5 (Paula Chirilă)    | Beyonce — "Love on top"                        | 2   | 52    |
| 03  | Feli Donose      | 37 (7, 9, 10, 11)   | 5 (Liviu Teodorescu) | Beyonce — "Love on top"                        | 2   | 52    |
| 04  | George           | 40(10, 10, 11, 9)   | 5 (Theo Rose)        | The Weeknd — Can't feel my face                | 3   | 45    |
| 05  | Liviu Teodorescu | 21 (4, 6, 5, 6)     | —                    | Angela Similea — "Voi canta pentru mileniul 3" | 8   | 21    |
| 06  | Nicoleta Nuca    | 17 (5, 4, 4, 4)     | —                    | Liviu Vasilică — "As muri da nu acuma"         | 9   | 17    |
| 07  | Paula Chirilă    | 36(6, 12, 8, 10)    | —                    | Pixie Lott — Mama do                           | 6   | 36    |
| 08  | Rares Dragomir   | 32(8, 7, 9, 8)      | 5 (Feli Donose)      | Charles Aznavour — Les deux guitares           | 5   | 37    |
| 09  | Theo Rose        | 26(9, 5, 7, 5)      | —                    | Adrian Daminescu — Don Juan din Popa Nan       | 7   | 26    |

### Ediția 3
- difuzare originală: 27 februarie 2016

| Nr. | Celebritate      | Scor                | Puncte bonus         | Muzică                                           | Loc | Total |
| --- | ---------------- | ------------------- | -------------------- | ------------------------------------------------ | --- | ----- |
| 01  | Anca Țurcașiu    | 19 (6, 4, 5, 4)     | —                    | Fărâmiță Lambru — "Scoate calul, pune șaua"      | 9   | 19    |
| 02  | Andrei & Liviu   | 29 (4, 9, 8, 8)     | —                    | Bambi — Vida Linda                               | 6   | 29    |
| 03  | Feli Donose      | 36 (8, 7, 10, 11)   | 5 (Liviu Teodorescu) | Kenny Rogers — "Gambler"                         | 2   | 51    |
| 03  | Feli Donose      | 36 (8, 7, 10, 11)   | 5 (Rareș Dragomir)   | Kenny Rogers — "Gambler"                         | 2   | 51    |
| 03  | Feli Donose      | 36 (8, 7, 10, 11)   | 5 (Nicoleta Nucă)    | Kenny Rogers — "Gambler"                         | 2   | 51    |
| 04  | George           | 44 (12, 11, 11, 10) |                      | Azis — Saint Tropez                              | 3   | 44    |
| 05  | Liviu Teodorescu | 46 (10, 12, 12, 12) | 5 (Theo Rose)        | Michael Jackson — "Beat it"                      | 1   | 76    |
| 05  | Liviu Teodorescu | 46 (10, 12, 12, 12) | 5 (George)           | Michael Jackson — "Beat it"                      | 1   | 76    |
| 05  | Liviu Teodorescu | 46 (10, 12, 12, 12) | 5 (Anca Țurcașiu)    | Michael Jackson — "Beat it"                      | 1   | 76    |
| 05  | Liviu Teodorescu | 46 (10, 12, 12, 12) | 5 (Feli Donose)      | Michael Jackson — "Beat it"                      | 1   | 76    |
| 05  | Liviu Teodorescu | 46 (10, 12, 12, 12) | 5 (Paula Chirilă)    | Michael Jackson — "Beat it"                      | 1   | 76    |
| 05  | Liviu Teodorescu | 46 (10, 12, 12, 12) | 5 (Andrei & Liviu)   | Michael Jackson — "Beat it"                      | 1   | 76    |
| 06  | Nicoleta Nuca    | 30 (9, 8, 7, 6)     | —                    | Annie Lennox — "Sweet dreams (are made of this)" | 5   | 30    |
| 07  | Paula Chirilă    | 36 (11, 10, 6, 9)   | —                    | Pepe — Ia-mă iar                                 | 4   | 36    |
| 08  | Rareș Dragomir   | 24 (5, 5, 9, 5)     | —                    | Tina Turner — We don't need another hero         | 7/8 | 24    |
| 09  | Theo Rose        | 24 (7, 6, 4, 7)     | —                    | Adele — Hello                                    | 7/8 | 24    |

### Ediția 4
- difuzare originală: 5 martie 2016

| Nr. | Celebritate      | Scor                | Puncte bonus                           | Muzică                                    | Loc | Total |
| --- | ---------------- | ------------------- | -------------------------------------- | ----------------------------------------- | --- | ----- |
| 01  | Anca Țurcașiu    | 37 (11, 10, 7, 9)   | ―                                      | Gwen Stefani — "Hey, baby!"               | 6   | 37    |
| 02  | Andrei & Liviu   | 17 (4, 4, 4, 5)     | —                                      | Gipsy Kings — "Baila me"                  | 9   | 17    |
| 03  | Feli Donose      | 32 (5, 7, 12, 8)    | —                                      | Iyeoka — "Simply falling"                 | 7   | 32    |
| 04  | George           | 37 (9, 12, 6, 10)   | 5 (Paula Chirilă)                      | Shakira — "Hips don't lie"                | 4   | 42    |
| 05  | Liviu Teodorescu | 37 (8, 9, 9, 11)    | 5 (Feli Donose)                        | David Bowie — "Let's dance"               | 2   | 47    |
| 05  | Liviu Teodorescu | 37 (8, 9, 9, 11)    | 5 (Theo Rose)                          | David Bowie — "Let's dance"               | 2   | 47    |
| 06  | Nicoleta Nuca    | 29 (7, 8, 8, 6)     | 5 (George)                             | Jon Bon Jovi — "You give love a bad name" | 5   | 39    |
| 06  | Nicoleta Nuca    | 29 (7, 8, 8, 6)     | 5 (Rareș Dragomir)                     | Jon Bon Jovi — "You give love a bad name" | 5   | 39    |
| 07  | Paula Chirilă    | 43 (10, 11, 10, 12) | 5 (Liviu Teodorescu) 5 (Nicoleta Nucă) | Willy William — "Ego"                     | 1   | 53    |
| 08  | Rareș Dragomir   | 23 (6, 5, 5, 7)     | —                                      | Bodo — "Cerul"                            | 8   | 23    |
| 09  | Theo Rose        | 33 (12, 6, 11, 4)   | 5 (Andrei și Liviu)                    | Tudor Gheorghe — "Geaba, lele"            | 3   | 43    |
| 09  | Theo Rose        | 33 (12, 6, 11, 4)   | 5 (Anca Țurcașiu)                      | Tudor Gheorghe — "Geaba, lele"            | 3   | 43    |

### Ediția 5
- difuzare originală: 12 martie 2016

| Nr. | Celebritate      | Scor                | Puncte bonus         | Muzică                                | Loc | Total |
| --- | ---------------- | ------------------- | -------------------- | ------------------------------------- | --- | ----- |
| 01  | Anca Țurcașiu    | 30 (5, 10, 8, 7)    | —                    | Jason Derulo — "Get ugly"             | 6   | 30    |
| 02  | Andrei & Liviu   | 38 (9, 8, 11, 10)   | 5 (Rareș Dragomir)   | Modern Talking — "Cheri cheri lady"   | 3   | 43    |
| 03  | Feli Donose      | 24 (7, 5, 4, 8)     | —                    | Maria Tănase — "Trenule, mașină mică" | 7/8 | 24    |
| 04  | George           | 33 (8, 7, 9, 9)     | 5 (Nicoleta Nucă)    | Adam Levine — "Animals"               | 4   | 38    |
| 05  | Liviu Teodorescu | 45 (12, 12, 10, 11) | 5 (Theo Rose)        | Stromae — "Papaoutai"                 | 1   | 70    |
| 05  | Liviu Teodorescu | 45 (12, 12, 10, 11) | 5 (Feli Donose)      | Stromae — "Papaoutai"                 | 1   | 70    |
| 05  | Liviu Teodorescu | 45 (12, 12, 10, 11) | 5 (Anca Țurcașiu)    | Stromae — "Papaoutai"                 | 1   | 70    |
| 05  | Liviu Teodorescu | 45 (12, 12, 10, 11) | 5 (Paula Chirilă)    | Stromae — "Papaoutai"                 | 1   | 70    |
| 05  | Liviu Teodorescu | 45 (12, 12, 10, 11) | 5 (George)           | Stromae — "Papaoutai"                 | 1   | 70    |
| 06  | Nicoleta Nuca    | 32 (10, 9, 7, 6)    | —                    | Marina Voica — "Acordeon"             | 5   | 32    |
| 07  | Paula Chirilă    | 21 (6, 4, 6, 5)     | —                    | Darren Hayes — "To the moon and back" | 9   | 21    |
| 08  | Rareș Dragomir   | 19 (4, 6, 5, 4)     | 5 (Andrei și Liviu)  | Dalida — "Salma ya salama"            | 7/8 | 24    |
| 09  | Theo Rose        | 46 (11, 11, 12, 12) | 5 (Liviu Teodorescu) | Jessie J — "Do it like a dude"        | 2   | 51    |

### Ediția 6
- difuzare originală: 19 martie 2016

| Nr. | Celebritate      | Scor               | Puncte bonus         | Muzică                                    | Loc | Total |
| --- | ---------------- | ------------------ | -------------------- | ----------------------------------------- | --- | ----- |
| 01  | Anca Țurcașiu    | 30 (7, 6, 10, 7)   | —                    | Donna Summer — "I will go with you"       | 6   | 30    |
| 02  | Andrei & Liviu   | 34 (8, 12, 6, 8)   | 5 (George)           | Cortes și Andreea Bălan — "Uită-mă"       | 5   | 44    |
| 02  | Andrei & Liviu   | 34 (8, 12, 6, 8)   | 5 (Theo Rose)        | Cortes și Andreea Bălan — "Uită-mă"       | 5   | 44    |
| 03  | Feli Donose      | 38 (6, 10, 11, 11) | 5 (Nicoleta Nucă)    | Harry Belafonte — "Jump in the line"      | 1/2 | 48    |
| 03  | Feli Donose      | 38 (6, 10, 11, 11) | 5 (Rareș Dragomir)   | Harry Belafonte — "Jump in the line"      | 1/2 | 48    |
| 04  | George           | 38 (12, 8, 8, 10)  | 5 (Andrei și Liviu)  | Carla's Dreams — "Sub pielea mea"         | 1/2 | 48    |
| 04  | George           | 38 (12, 8, 8, 10)  | 5 (Paula Chirilă)    | Carla's Dreams — "Sub pielea mea"         | 1/2 | 48    |
| 05  | Liviu Teodorescu | 42 (10, 11, 9, 12) | 5 (Anca Țurcașiu)    | Amanda Lear — "Copacabana"                | 3   | 47    |
| 06  | Nicoleta Nuca    | 23 (5, 7, 7, 4)    | —                    | Jasmine Thompson — "Ain't nobody"         | 8/9 | 23    |
| 07  | Paula Chirilă    | 18 (4, 4, 4, 6)    | 5 (Feli Donose)      | Montserrat Caballé — "O mio babbino caro" | 8/9 | 23    |
| 08  | Rareș Dragomir   | 24 (9, 5, 5, 5)    | —                    | Dan Bittman — "Și îngerii au demonii lor" | 7   | 24    |
| 09  | Theo Rose        | 41 (11, 9, 12, 9)  | 5 (Liviu Teodorescu) | J Balvin — "Ginza"                        | 4   | 46    |

### Ediția 7
- difuzare originală: 26 martie 2016

| Nr. | Celebritate      | Scor               | Puncte bonus         | Muzică                                                 | Loc | Total |
| --- | ---------------- | ------------------ | -------------------- | ------------------------------------------------------ | --- | ----- |
| 01  | Anca Țurcașiu    | 27 (10, 4, 9, 4)   | 5 (George)           | Oana Sârbu — "Te iubeam"                               | 5   | 32    |
| 02  | Andrei & Liviu   | 40 (11, 6, 11, 12) | 5 (Paula Chirilă)    | Viorica și Margherita de la Clejani — "Tirli Dond'ale" | 2   | 50    |
| 02  | Andrei & Liviu   | 40 (11, 6, 11, 12) | 5 (Nicoleta Nucă)    | Viorica și Margherita de la Clejani — "Tirli Dond'ale" | 2   | 50    |
| 03  | Feli Donose      | 28 (9, 7, 7, 5)    | —                    | Cher — "Dark lady"                                     | 7/8 | 28    |
| 04  | George           | 39 (8, 12, 8, 11)  | —                    | Eva Simons — "Policeman"                               | 3   | 39    |
| 05  | Liviu Teodorescu | 36 (7, 11, 10, 8)  | —                    | Mihail — "Mă ucide ea"                                 | 4   | 36    |
| 06  | Nicoleta Nucă    | 39 (12, 8, 12, 7)  | 5 (Andrei și Liviu)  | Maria Callas — "Addio del passato" (Traviata)          | 1   | 69    |
| 06  | Nicoleta Nucă    | 39 (12, 8, 12, 7)  | 5 (Anca Țurcașiu)    | Maria Callas — "Addio del passato" (Traviata)          | 1   | 69    |
| 06  | Nicoleta Nucă    | 39 (12, 8, 12, 7)  | 5 (Rareș Dragomir)   | Maria Callas — "Addio del passato" (Traviata)          | 1   | 69    |
| 06  | Nicoleta Nucă    | 39 (12, 8, 12, 7)  | 5 (Feli Donose)      | Maria Callas — "Addio del passato" (Traviata)          | 1   | 69    |
| 06  | Nicoleta Nucă    | 39 (12, 8, 12, 7)  | 5 (Liviu Teodorescu) | Maria Callas — "Addio del passato" (Traviata)          | 1   | 69    |
| 06  | Nicoleta Nucă    | 39 (12, 8, 12, 7)  | 5 (Theo Rose)        | Maria Callas — "Addio del passato" (Traviata)          | 1   | 69    |
| 07  | Paula Chirilă    | 28 (6, 9, 4, 9)    | —                    | James Brown — "Payback"                                | 7/8 | 28    |
| 08  | Rareș Dragomir   | 21 (4, 5, 6, 6)    | —                    | Rick James — "Super freak"                             | 9   | 21    |
| 09  | Theo Rose        | 30 (5, 10, 5, 10)  | —                    | P!nk — "Stupid girls"                                  | 6   | 30    |

### Ediția 8
- difuzare originală: 2 aprilie 2016

| Nr. | Celebritate      | Scor                | Puncte bonus         | Muzică                                     | Loc | Total |
| --- | ---------------- | ------------------- | -------------------- | ------------------------------------------ | --- | ----- |
| 01  | Anca Țurcașiu    | 38 (7, 10, 9, 12)   | 5 (Andrei și Liviu)  | Mioara Velicu — "Hai la joc, bădiță"       | 2   | 48    |
| 01  | Anca Țurcașiu    | 38 (7, 10, 9, 12)   | 5 (Theo Rose)        | Mioara Velicu — "Hai la joc, bădiță"       | 2   | 48    |
| 02  | Andrei & Liviu   | 21 (5, 6, 5, 5)     | 5 (Feli Donose)      | Talisman — "De ziua ta"                    | 7   | 31    |
| 02  | Andrei & Liviu   | 21 (5, 6, 5, 5)     | 5 (Anca Țurcașiu)    | Talisman — "De ziua ta"                    | 7   | 31    |
| 03  | Feli Donose      | 29 (10, 5, 7, 7)    | 5 (Rareș Dragomir)   | Romica Puceanu — "Frate, frațiorul meu"    | 6   | 34    |
| 04  | George           | 41 (9, 11, 12, 9)   | 5 (Nicoleta Nucă)    | Alexandra Stan — "I dit it, mama"          | 3   | 46    |
| 05  | Liviu Teodorescu | 46 (12, 12, 11, 11) | 5 (Paula Chirilă)    | Justin Timberlake — "Summer love"          | 1   | 51    |
| 06  | Nicoleta Nuca    | 32 (8, 8, 8, 8)     | 5 (Liviu Teodorescu) | Roman Iagupov — "Sunt hoinar, sunt lautar" | 5   | 37    |
| 07  | Paula Chirilă    | 40 (11, 9, 10, 10)  | —                    | Patricia Kaas — "Regarde les Riches"       | 4   | 40    |
| 08  | Rareș Dragomir   | 16 (4, 4, 4, 4)     | —                    | Eros Ramazzotti — "Parla con me"           | 9   | 16    |
| 09  | Theo Rose        | 25 (6, 7, 6, 6)     | 5 (George)           | Brigitte Bardot — "L'appareil à sous"      | 8   | 30    |

### Ediția 9
- difuzare originală: 9 aprilie 2016

| Nr. | Celebritate      | Scor                | Puncte bonus         | Muzică                                  | Loc | Total |
| --- | ---------------- | ------------------- | -------------------- | --------------------------------------- | --- | ----- |
| 01  | Anca Țurcașiu    | 33 (12, 6, 9, 6)    | 5 (Theo Rose)        | Marlene Dietrich — "Johnny"             | 4   | 38    |
| 02  | Andrei & Liviu   | 34 (10, 7, 10, 7)   | 5 (Nicoleta Nucă)    | Sting și Stevie Wonder — "Fragile"      | 1   | 59    |
| 02  | Andrei & Liviu   | 34 (10, 7, 10, 7)   | 5 (Liviu Teodorescu) | Sting și Stevie Wonder — "Fragile"      | 1   | 59    |
| 02  | Andrei & Liviu   | 34 (10, 7, 10, 7)   | 5 (Anca Țurcașiu)    | Sting și Stevie Wonder — "Fragile"      | 1   | 59    |
| 02  | Andrei & Liviu   | 34 (10, 7, 10, 7)   | 5 (George)           | Sting și Stevie Wonder — "Fragile"      | 1   | 59    |
| 02  | Andrei & Liviu   | 34 (10, 7, 10, 7)   | 5 (Paula Chirilă)    | Sting și Stevie Wonder — "Fragile"      | 1   | 59    |
| 03  | Feli Donose      | 32 (5, 9, 6, 12)    | —                    | Tom Jones — "Help yourself"             | 7   | 32    |
| 04  | George           | 35 (8, 10, 8, 9)    | —                    | Drake — "Hotline bling"                 | 5/6 | 35    |
| 05  | Liviu Teodorescu | 30 (7, 8, 7, 8)     | 5 (Rareș Dragomir)   | Tarkan — "Dilli Düdük"                  | 5/6 | 35    |
| 06  | Nicoleta Nuca    | 42 (9, 12, 11, 10)  | 5 (Andrei și Liviu)  | Ariana Grande — "Focus on me"           | 2   | 47    |
| 07  | Paula Chirilă    | 17 (4, 4, 4, 5)     | —                    | UDDI — "Adam și Eva"                    | 9   | 17    |
| 08  | Rareș Dragomir   | 20 (6, 5, 5, 4)     | 5 (Feli Donose)      | Cesária Évora — "Nho antone escaderode" | 8   | 25    |
| 09  | Theo Rose        | 45 (11, 11, 12, 11) | —                    | Adda — "Cântă cucu în Bucovina"         | 3   | 45    |

### Ediția 10
- difuzare originală: 16 aprilie 2016

| Nr. | Celebritate      | Scor               | Puncte bonus         | Muzică                                       | Loc | Total |
| --- | ---------------- | ------------------ | -------------------- | -------------------------------------------- | --- | ----- |
| 01  | Anca Țurcașiu    | 28 (8, 6, 9, 5)    | 5 (Liviu Teodorescu) | Cristi Minculescu — "Nu mă uita"             | 5   | 38    |
| 01  | Anca Țurcașiu    | 28 (8, 6, 9, 5)    | 5 (Rareș Dragomir)   | Cristi Minculescu — "Nu mă uita"             | 5   | 38    |
| 02  | Andrei & Liviu   | 38 (7, 12, 10, 9)  | 5 (George)           | Cheeky Girls — "Cheeky song"                 | 1   | 48    |
| 02  | Andrei & Liviu   | 38 (7, 12, 10, 9)  | 5 (Anca Țurcașiu)    | Cheeky Girls — "Cheeky song"                 | 1   | 48    |
| 03  | Feli Donose      | 41 (12, 10, 11, 8) | —                    | Meghan Trainor — "Dear future husband"       | 4   | 41    |
| 04  | George           | 26 (10, 4, 8, 4)   | 5 (Nicoleta Nucă)    | Sade — "Smooth operator"                     | 7   | 31    |
| 05  | Liviu Teodorescu | 26 (5, 5, 5, 11)   | —                    | Irina Loghin — "Cei trei brazi de la Sinala" | 8/9 | 26    |
| 06  | Nicoleta Nuca    | 21 (4, 7, 4, 6)    | 5 (Andrei și Liviu)  | Liviu Vârciu — "Toată viața mea"             | 8/9 | 26    |
| 07  | Paula Chirilă    | 39 (11, 11, 7, 10) | 5 (Feli Donose)      | Evelyne Lenton — "Black is black"            | 3   | 44    |
| 08  | Rareș Dragomir   | 28 (6, 9, 6, 7)    | 5 (Theo Rose)        | Radu Almășan — "Hopa hopa"                   | 6   | 33    |
| 09  | Theo Rose        | 41 (9, 8, 12, 12)  | 5 (Paula Chirilă)    | Sammy Hagar — "Can't stop loving you"        | 2   | 46    |

### Ediția 11
- difuzare originală: 23 aprilie 2016

| Nr. | Celebritate      | Scor               | Puncte bonus         | Muzică                                          | Loc | Total |
| --- | ---------------- | ------------------ | -------------------- | ----------------------------------------------- | --- | ----- |
| 01  | Anca Țurcașiu    | 37 (12, 7, 11, 7)  | 5 (Andrei și Liviu)  | Corina Chiriac — "Inima ta"                     | 3   | 42    |
| 02  | Andrei & Liviu   | 24 (8, 8, 4, 4)    | —                    | Roxette — "The look"                            | 8   | 24    |
| 03  | Feli Donose      | 34 (11, 5, 12, 6)  | 5 (Paula Chirilă)    | Ileana Sărăoiu — "De ce oare eu te-am cunoscut" | 2   | 49    |
| 03  | Feli Donose      | 34 (11, 5, 12, 6)  | 5 (Theo Rose)        | Ileana Sărăoiu — "De ce oare eu te-am cunoscut" | 2   | 49    |
| 03  | Feli Donose      | 34 (11, 5, 12, 6)  | 5 (Nicoleta Nucă)    | Ileana Sărăoiu — "De ce oare eu te-am cunoscut" | 2   | 49    |
| 04  | George           | 36 (4, 12, 8, 12)  | —                    | Johnny Hallyday — "Let's twist again"           | 5/6 | 36    |
| 05  | Liviu Teodorescu | 31 (7, 9, 6, 9)    | 5 (George)           | Justin Bieber — "What do you mean"              | 5/6 | 36    |
| 06  | Nicoleta Nucă    | 41 (10, 11, 9, 11) | —                    | Loredana Groza — "Val după val"                 | 4   | 41    |
| 07  | Paula Chirilă    | 29 (6, 6, 7, 10)   | —                    | Rita Ora — "How we do"                          | 7   | 29    |
| 08  | Rareș Dragomir   | 19 (5, 4, 5, 5)    | —                    | Ovidiu Komornyik — "Te-am trădat"               | 9   | 19    |
| 09  | Theo Rose        | 37 (9, 10, 10, 8)  | 5 (Anca Țurcașiu)    | Randi — "Dansăm"                                | 1   | 57    |
| 09  | Theo Rose        | 37 (9, 10, 10, 8)  | 5 (Liviu Teodorescu) | Randi — "Dansăm"                                | 1   | 57    |
| 09  | Theo Rose        | 37 (9, 10, 10, 8)  | 5 (Rareș Dragomir)   | Randi — "Dansăm"                                | 1   | 57    |
| 09  | Theo Rose        | 37 (9, 10, 10, 8)  | 5 (Feli Donose)      | Randi — "Dansăm"                                | 1   | 57    |

### Ediția 12
- difuzare originală: 30 aprilie 2016

| Nr. | Celebritate      | Scor                | Puncte bonus         | Muzică                                             | Loc | Total |
| --- | ---------------- | ------------------- | -------------------- | -------------------------------------------------- | --- | ----- |
| 01  | Anca Țurcașiu    | 33 (9, 10, 8, 6)    | —                    | Zaz — "Je veux"                                    | 5   | 33    |
| 02  | Andrei & Liviu   | 32 (7, 7, 9, 9)     | —                    | Wiz Khalifa și Charlie Puth — "See you again"      | 6/7 | 32    |
| 03  | Feli Donose      | 48 (12, 12, 12, 12) | 5 (Rareș Dragomir)   | Missy Elliott — "WTF"                              | 2   | 53    |
| 04  | George           | 32 (5, 11, 6, 10)   | —                    | Lidia Buble — "Le-am spus și fetelor"              | 6/7 | 32    |
| 05  | Liviu Teodorescu | 41 (11, 9, 10, 11)  | —                    | Ace Frehley — "I was made for lovin' you"          | 3   | 41    |
| 06  | Nicoleta Nuca    | 37 (10, 8, 11, 8)   | —                    | Lady Gaga — "The edge of glory"                    | 4   | 37    |
| 07  | Paula Chirilă    | 19 (6, 4, 4, 5)     | —                    | Linda Perry — "What's up"                          | 9   | 19    |
| 08  | Rareș Dragomir   | 21 (4, 5, 5, 7)     | 5 (Nicoleta Nucă)    | Patti LaBelle — "Lady Marmelade"                   | 1   | 61    |
| 08  | Rareș Dragomir   | 21 (4, 5, 5, 7)     | 5 (George)           | Patti LaBelle — "Lady Marmelade"                   | 1   | 61    |
| 08  | Rareș Dragomir   | 21 (4, 5, 5, 7)     | 5 (Paula Chirilă)    | Patti LaBelle — "Lady Marmelade"                   | 1   | 61    |
| 08  | Rareș Dragomir   | 21 (4, 5, 5, 7)     | 5 (Andrei și Liviu)  | Patti LaBelle — "Lady Marmelade"                   | 1   | 61    |
| 08  | Rareș Dragomir   | 21 (4, 5, 5, 7)     | 5 (Theo Rose)        | Patti LaBelle — "Lady Marmelade"                   | 1   | 61    |
| 08  | Rareș Dragomir   | 21 (4, 5, 5, 7)     | 5 (Liviu Teodorescu) | Patti LaBelle — "Lady Marmelade"                   | 1   | 61    |
| 08  | Rareș Dragomir   | 21 (4, 5, 5, 7)     | 5 (Anca Țurcașiu)    | Patti LaBelle — "Lady Marmelade"                   | 1   | 61    |
| 08  | Rareș Dragomir   | 21 (4, 5, 5, 7)     | 5 (Feli Donose)      | Patti LaBelle — "Lady Marmelade"                   | 1   | 61    |
| 09  | Theo Rose        | 25 (8, 6, 7, 4)     | —                    | Maria Dragomiroiu — "Dar-ar naibă-n tine dragoste" | 8   | 25    |

### Ediția 13
- difuzare originală: 7 mai 2016

| Nr. | Celebritate      | Scor                | Puncte bonus         | Muzică                                    | Loc | Total |
| --- | ---------------- | ------------------- | -------------------- | ----------------------------------------- | --- | ----- |
| 01  | Anca Țurcașiu    | 24 (4, 5, 7, 8)     | —                    | Ricky Martin — "La Mordidita"             | 9   | 24    |
| 02  | Andrei & Liviu   | 27 (5, 9, 4, 9)     | —                    | Alb Negru — "Mi-e sete de tine"           | 7   | 27    |
| 03  | Feli Donose      | 43 (11, 11, 11, 10) | 5 (Liviu Teodorescu) | Nicky Minaj — "Anaconda"                  | 2   | 48    |
| 04  | George           | 27 (10, 4, 9, 4)    | 5 (Andrei și Liviu)  | Nelu Ploieșteanu — "Aseară la poarta mea" | 5   | 32    |
| 05  | Liviu Teodorescu | 31 (8, 8, 10, 5)    | 5 (Theo Rose)        | Angela Gheoghiu — "Granada"               | 3   | 41    |
| 05  | Liviu Teodorescu | 31 (8, 8, 10, 5)    | 5 (Paula Chirilă)    | Angela Gheoghiu — "Granada"               | 3   | 41    |
| 06  | Nicoleta Nuca    | 33 (7, 10, 5, 11)   | —                    | Lionel Richie — "All night long"          | 4   | 33    |
| 07  | Paula Chirilă    | 30 (9, 7, 8, 6)     | —                    | Hussain Al Jassmi — "Boshret Kheir"       | 6   | 30    |
| 08  | Rareș Dragomir   | 25 (6, 6, 6, 7)     | —                    | Saha — "Mil Pasos"                        | 8   | 25    |
| 09  | Theo Rose        | 48 (12, 12, 12, 12) | 5 (George)           | Aishwarya Rai — "Nimbooda Nimbooda"       | 1   | 73    |
| 09  | Theo Rose        | 48 (12, 12, 12, 12) | 5 (Anca Țurcașiu)    | Aishwarya Rai — "Nimbooda Nimbooda"       | 1   | 73    |
| 09  | Theo Rose        | 48 (12, 12, 12, 12) | 5 (Nicoleta Nucă)    | Aishwarya Rai — "Nimbooda Nimbooda"       | 1   | 73    |
| 09  | Theo Rose        | 48 (12, 12, 12, 12) | 5 (Rareș Dragomir)   | Aishwarya Rai — "Nimbooda Nimbooda"       | 1   | 73    |
| 09  | Theo Rose        | 48 (12, 12, 12, 12) | 5 (Feli Donose)      | Aishwarya Rai — "Nimbooda Nimbooda"       | 1   | 73    |

### Ediția 14
- difuzare originală: 14 mai 2016

| Nr. | Celebritate      | Scor               | Puncte bonus         | Muzică                                      | Loc | Total |
| --- | ---------------- | ------------------ | -------------------- | ------------------------------------------- | --- | ----- |
| 01  | Anca Țurcașiu    | 28 (10, 6, 5, 7)   | 5 (Feli Donose)      | Shirley Bassey — "This is my life"          | 2   | 43    |
| 01  | Anca Țurcașiu    | 28 (10, 6, 5, 7)   | 5 (Rareș Dragomir)   | Shirley Bassey — "This is my life"          | 2   | 43    |
| 01  | Anca Țurcașiu    | 28 (10, 6, 5, 7)   | 5 (Liviu Teodorescu) | Shirley Bassey — "This is my life"          | 2   | 43    |
| 02  | Andrei & Liviu   | 37 (12, 4, 9, 12)  | —                    | Marian și Dorina Nistor — "Trubadur"        | 5   | 37    |
| 03  | Feli Donose      | 22 (4, 9, 4, 5)    | —                    | Cyndi Lauper — "I drove all night"          | 9   | 22    |
| 04  | George           | 38 (6, 11, 11, 10) | —                    | Aurel Moldoveanu — "S-o luăm ușor"          | 4   | 38    |
| 05  | Liviu Teodorescu | 34 (7, 7, 12, 8)   | 5 (Nicoleta Nucă)    | James Arthur — "Impossible"                 | 1   | 54    |
| 05  | Liviu Teodorescu | 34 (7, 7, 12, 8)   | 5 (Theo Rose)        | James Arthur — "Impossible"                 | 1   | 54    |
| 05  | Liviu Teodorescu | 34 (7, 7, 12, 8)   | 5 (Paula Chirilă)    | James Arthur — "Impossible"                 | 1   | 54    |
| 05  | Liviu Teodorescu | 34 (7, 7, 12, 8)   | 5 (George)           | James Arthur — "Impossible"                 | 1   | 54    |
| 06  | Nicoleta Nuca    | 29 (5, 8, 10, 6)   | 5 (Andrei și Liviu)  | Michael Jackson — "Who's loving you"        | 7   | 34    |
| 07  | Paula Chirilă    | 26 (11, 5, 6, 4)   | 5 (Anca Țurcașiu)    | Ionela Prodan — "Moare lumea, zău că moare" | 8   | 31    |
| 08  | Rareș Dragomir   | 35 (9, 10, 7, 9)   | —                    | Mihai Constantinescu — "O lume minunată"    | 6   | 35    |
| 09  | Theo Rose        | 39 (8, 12, 8, 11)  | —                    | Britney Spears — "Circus"                   | 3   | 39    |

### Ediția 15
- difuzare originală: 21 mai 2016

| Nr. | Celebritate      | Scor                | Puncte bonus         | Muzică                                  | Loc | Total |
| --- | ---------------- | ------------------- | -------------------- | --------------------------------------- | --- | ----- |
| 01  | Anca Țurcașiu    | 36 (10, 8, 10, 8)   | 5 (Theo Rose)        | Édith Piaf — "La vie en rose"           | 3/4 | 46    |
| 01  | Anca Țurcașiu    | 36 (10, 8, 10, 8)   | 5 (Paula Chirilă)    | Édith Piaf — "La vie en rose"           | 3/4 | 46    |
| 02  | Andrei & Liviu   | 36 (8, 10, 8, 10)   | 5 (George)           | Anda Adam și CRBL — "Seri de mai"       | 3/4 | 46    |
| 02  | Andrei & Liviu   | 36 (8, 10, 8, 10)   | 5 (Liviu Teodorescu) | Anda Adam și CRBL — "Seri de mai"       | 3/4 | 46    |
| 03  | Feli Donose      | 25 (6, 9, 5, 5)     | —                    | Fuego — "Crâșmărița"                    | 7   | 25    |
| 04  | George           | 44 (12, 11, 12, 9)  | 5 (Andrei și Liviu)  | Fleur East — "Sax"                      | 1   | 54    |
| 04  | George           | 44 (12, 11, 12, 9)  | 5 (Feli Donose)      | Fleur East — "Sax"                      | 1   | 54    |
| 05  | Liviu Teodorescu | 30 (5, 6, 7, 12)    | —                    | Aurelian Temișan — "Când nu ești a mea" | 6   | 30    |
| 06  | Nicoleta Nuca    | 45 (11, 12, 11, 11) | 5 (Anca Țurcașiu)    | Jennifer López — "Let's get loud"       | 2   | 50    |
| 07  | Paula Chirilă    | 19 (7, 4, 4, 4)     | —                    | Toto Cutugno — "Innamorati"             | 9   | 19    |
| 08  | Rareș Dragomir   | 22 (4, 5, 6, 7)     | —                    | Gazebo — "I like Chopin"                | 8   | 22    |
| 09  | Theo Rose        | 31 (9, 7, 9, 6)     | 5 (Rareș Dragomir)   | Dulce Pontes — "Cançăo do mar"          | 5   | 41    |
| 09  | Theo Rose        | 31 (9, 7, 9, 6)     | 5 (Nicoleta Nucă)    | Dulce Pontes — "Cançăo do mar"          | 5   | 41    |

### Ediția 16 - Finala
- difuzare originală : 28 mai 2016

| Nr. | Celebritate                      | Muzică |
| --- | -------------------------------- | ------ |
| 01  | Anca Țurcașiu & Aurelian Temisan |        |
| 02  | Nicoleta Nucă & Andreea Bălan    |        |
| 03  | Paula Chirilă & Ozana Barabancea |        |
| 04  | Rareș Dragomir & Andrei Aradits  |        |

| Nr. | Celebritate                       | Scor A.Aradits | Scor A.Balan | Scor O.Barabancea | Scor A.Temisan | Scor A.Țurcașiu | Scor N.Nucă | Scor P.Chirilă | Scor R.Dragomir | Muzică                                                                | Total | Rezultat final |
| --- | --------------------------------- | -------------- | ------------ | ----------------- | -------------- | --------------- | ----------- | -------------- | --------------- | --------------------------------------------------------------------- | ----- | -------------- |
| 01  | Andrei Ștefanescu și Liviu Vârciu | 11             | 11           | 11                | 12             | 11              | 12          | 9              | 8               | The Addams Family — "When you're an Addams"                           | 85    | Locul 2        |
| 02  | Feli Donose                       | 8              | 8            | 10                | 8              | 10              | 8           | 11             | 11              | Nine — "Cinema italiano"                                              | 73    | Locul 5        |
| 03  | George                            | 10             | 9            | 8                 | 10             | 8               | 9           | 10             | 10              | Moulin Rouge — "Diamonds are a girl's best friend"                    | 74    | Locul 4        |
| 04  | Liviu Teodorescu                  | 12             | 12           | 12                | 11             | 12              | 11          | 12             | 9               | Jesus Christ Superstar — "Everytime I look at you I don't understand" | 91    | Câștigător     |
| 05  | Theo Rose                         | 9              | 10           | 9                 | 9              | 9               | 10          | 8              | 12              | Vrăjitorul din Oz — "A brand new day"                                 | 76    | Locul 3        |